# 티글릴-CoA
티글릴-CoA(영어: tiglyl-CoA) 또는 티글릴 조효소 A(영어: tiglyl coenzyme A)는 아이소류신의 대사 과정에서의 대사 중간생성물이다. 티글릴-CoA는 N-아세틸글루탐산 합성효소의 저해제이다.

## 같이 보기
- 2-메틸뷰티릴-CoA